# Euselasia modesta
Euselasia modesta is een vlindersoort uit de familie van de prachtvlinders (Riodinidae), onderfamilie Euselasiinae.
Euselasia modesta werd in 1868 beschreven door H. Bates.